# Àbac (arquitectura)
|  | Per a altres significats, vegeu «Àbac (desambiguació)». |

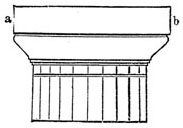
L'àbac és la zona situada entre les lletres a i b.

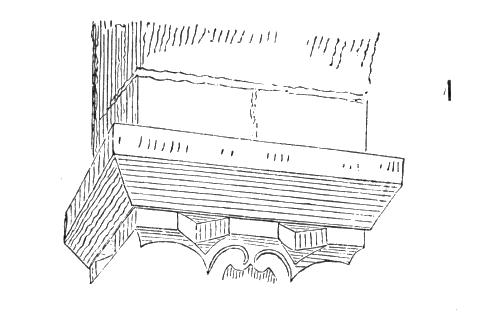
Dibuix en perspectiva d'un àbac simple

En arquitectura, l'àbac és la motllura superior que corona un capitell i augmenta la superfície on es recolza l'arquitrau, alhora que en protegeix la decoració. En l'ordre dòric, està format per una peça prismàtica, al jònic s'enrotlla en espirals i en el corinti se simplifica i s'estilitza. A l'edat mitjana és sinònim de cimaci.
En les estructures modernes, per exemple de formigó armat, es denomina per similitud formal (no funcional) àbac a la zona del forjat pròxima a un pilar, reforçada estructuralment per transmètrer-li correctament les càrregues, i per resistir les sol·licitacions que es concentren en aquest punt (tallants i moments negatius). A més els àbacs permeten de corregir de manera barata el risc de punxonament.